# Paix blanche
Une paix blanche est une paix sans vainqueur ni vaincu, c’est-à-dire sans annexion ni indemnité.
Par exemple, une paix blanche fut proposée par Metternich à Altenbourg, après la bataille de Znaïm, lors de ses négociations avec Champagny. Napoléon refusera cependant, et les tractations aboutiront finalement au traité de Vienne.
Lors de la Première Guerre mondiale, le projet d'une paix blanche fut surtout discuté par les socialistes, qui participèrent aux conférences organisées en Suisse, à Zimmerwald (1915) et à Kienthal (1916). Si une minorité emmenée par Lénine souhaita transformer la « guerre impérialiste » en « guerre révolutionnaire » et fonder une nouvelle Internationale, la majorité se prononça en faveur d'une paix blanche. En 1917, la situation économique et militaire se dégradant, ces deux thèses gagnèrent en audience au sein des différents partis socialistes. L'union sacrée n'y survécut pas.